# Una vida per endavant
Una vida per endavant  (títol original: An Unfinished Life) és una pel·lícula estatunidenca dirigida per Lasse Hallström, estrenada l'any 2005. Ha estat doblada al català.

## Argument
Jean (Jennifer Lopez) i la seva filla Griff (Becca Gardner) abandonen la seva llar de la Iowa perquè l'amic de Jean, Gary (Damian Lewis) els colpeja. Jean decideix de refugiar-se a Wyoming on el pare del seu difunt marit posseeix una granja. Aquest últim es diu Einar (Robert Redford). Einar viu amb Mitch (Morgan Freeman) i el cuida des que aquest ha estat atacat per un grizzli salvatge. Einar accepta malament l'arribada de Jean perquè la considera com responsable de la mort del seu fill.

## Repartiment
- Robert Redford: Einar Gilkyson
- Jennifer Lopez: Jean Gilkyson
- Morgan Freeman: Mitch Bradley
- Josh Lucas: Shérif Crane Curtis
- Damian Lewis: Gary Watson
- Camryn Manheim: Nina
- Becca Gardner: Griff Gilkyson
- Lynda Boyd: Kitty
- R. Nelson Brown: Rancher Kent
- Sean J. Dory: el cowboy bottatxo
- Rob Hayter: el diputat Bob
- P. Lynn Johnson: el supervisor
- Bart: L'os

## Al voltant de la pel·lícula
- El rodatge va començar el 21 d'abril de 2003 i va tenir lloc a Ashcroft, Burdett, Kamloops, Medicine Hat i Vancouver, al Canadà.
- Premi dels millors maquillatges de film per a Jayne Dancose, en els Canadian Network of Makeup Artists 2004.

## Crítica
- "Estrany western contemporani (...) És molt més facil que les bones pel·lícules anteriors de Hallström, però té un adust aire de sòlida pel·lícula 'de tota la vida' (...) un Redford de mirada profunda, de tendra saviesa."[3]

- "Una pel·lícula modesta i sentida, que aborda la seva història amb franquesa (...) Puntuació: ★★★ (sobre 4)"[4]
- "No és que Jennifer sembli perduda al costat de Redford i Freeman. Això ja ho esperava. És l'avorrida solemnitat d'aquest drama familiar ampul·lós el que m'exaspera (...) Puntuació: ★½ (sobre 4)"[5]